# 巴拉諾夫桑多米爾斯基城堡

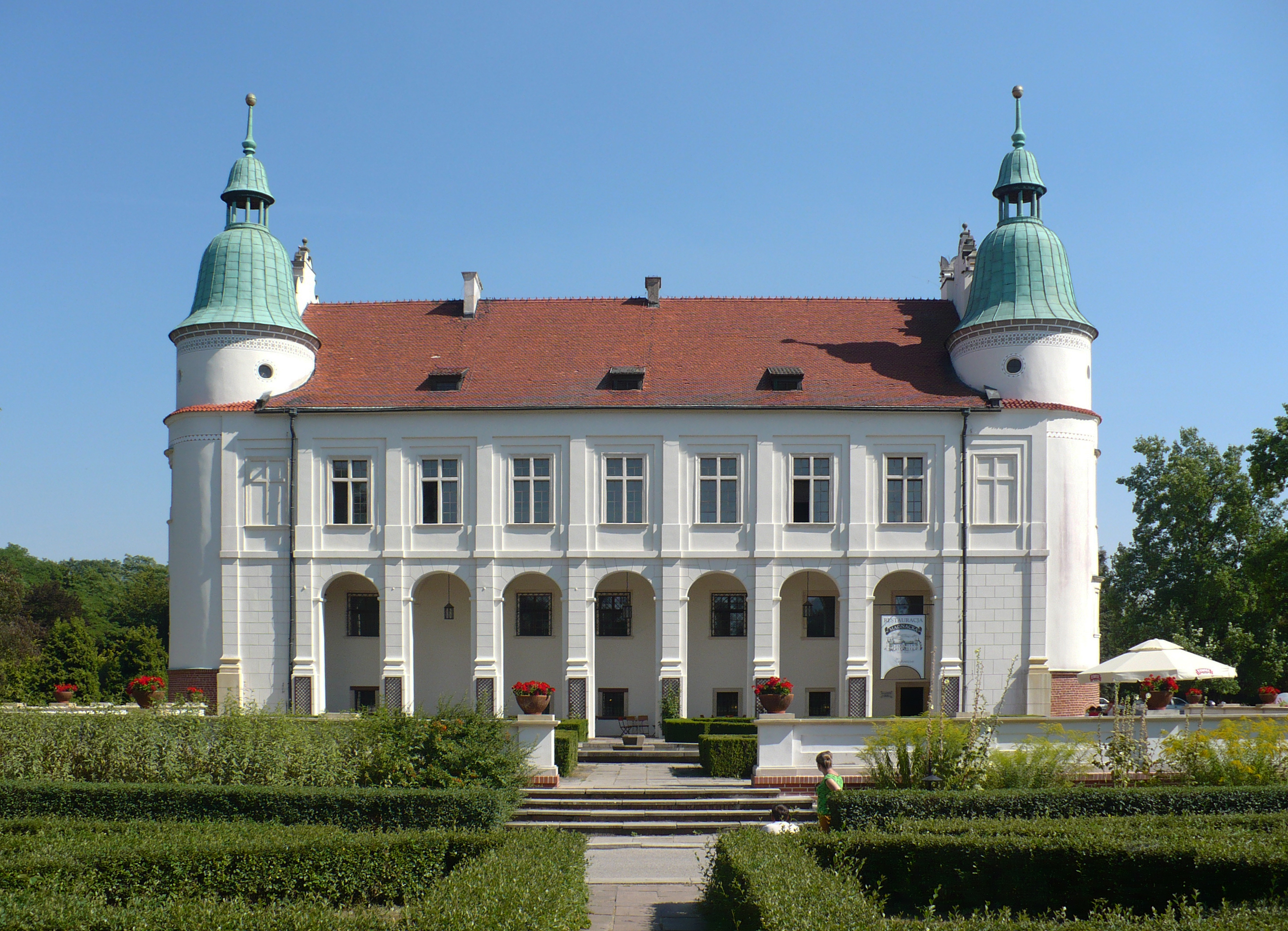
巴拉諾夫桑多米爾斯基城堡

巴拉諾夫桑多米爾斯基城堡（Baranów Sandomerski Castle）是位於波蘭東南部喀爾巴阡山省的一座城堡。這座城堡是波蘭最重要的風格主義建築之一。城堡又有小瓦維爾山之稱。據波蘭法律，該城堡被列入零級紀念建築。現在這座城堡是一座博物館、酒店、會議中心。

## 外部連結
- Official website
- （波兰語） Oficjalna strona internetowa gminy Baranów Sandomierski （页面存档备份，存于）

50°30′07″N 21°32′00″E / 50.50194°N 21.53333°E